# Стокпорт
 Вижте също: Стокпорт (община).
Стокпорт (на английски: Stockport) е град в южната част на област Голям Манчестър – Англия. Той е административен и стопански център на едноименната община. Населението на града към 2001 година е 136 082 жители. Разположен е на 10 км в южна посока от областния център Манчестър и на 253 км северозападно от столицата Лондон.

## История
Най-старите данни за съществуването на града са датирани от 1170 година, където е описан като „Stokeport“. През XVI век, Стокпорт е малко градче разположено изцяло по южния бряг на река Мърси, известен с култивирането на коноп и производството на въжета. През XVIII век, градът се сдобива с една от първите механизирани копринени фабрики. Въпреки това, през XIX век памучната промишленост е доминиращия отрасъл. Селището е център на шапкарската индустрия в Обединеното кралство, която към 1884 година, изнася повече от 6 милиона шапки на година. През 1997 година е спряна последната производствена линия за шапки.

## Забележителности
Виадуктът на Стокпорт – съоръжение от викторианската епоха, е сред основните забележителности на града. Той е сред най-големите тухлени структури в западна Европа със своите 27 арки и 34 метра височина. Построен е в периода 1839 – 1840 година за сумата от 70 000 британски паунда. За изграждането му са използвани 11 000 000 тухли. По него преминава основния транспортен коридор Манчестър-Бирмингам над река Мърси.
„Стеъркейс Хаус“ – средновековна къща в търговския район е друга забележителна постройка. Въпреки че е модифицирана през годините, тя се смята за най-старата светска сграда в Стокпорт. Понастоящем в нея се помещава „Градският исторически музей“.
„Ъндърбанк Хол“ – друга стара сграда, разположена в самия център на града. Датирана е от края на XVI век. Изпълнена е с характерна, уникална дървена конструкция. Построена е за градска къща на фамилията Ардерн от близкото село Бредбъри. Семейството обитава къщата до 1823 година, след което тя е използвана като банка до наши дни. Сегашният банков салон е реконструиран през 1915 година но лежи под етажите от XVI век.
„Хат Уоркс“ – музеят на шапкарската промишленост, чийто център е бил Стокпорт. Това е единствения по рода си музей във Великобритания. Разположен е в сградата на викторианската фабрика за шапки „Уелингтън Мил“.
Сградата на кметството – в неокласически стил с характерната си часовникова кула е друга гордост на градската култура. Построена е на границата между XIX и ХХ век по проект на британския архитект сър Алфред Брюмуел Томас. Съдържа впечатляваща бална зала с най-големия театрален орган в Британия, който е произведен от американската компания Wurlitzer.
Църквата „Сейнт Мери“ – най-старата храмова сграда в общината с части от нея датирани към началото на XIV век. Разположена е в пазарния район на града.

## Демография
Сравнителна таблица за разпределение на населението по расов и религиозен признак в града, общината и държавата:
| Сравнителна таблица | Сравнителна таблица | Сравнителна таблица | Сравнителна таблица |
| ------------------- | ------------------- | ------------------- | ------------------- |
| преброяване 2001    | Стокпорт            | Община Стокпорт     | Англия              |
| население общо      | 136 082             | 284 528             | 49 138 831          |
| Бели                | 95,5%               | 95,7%               | 91%                 |
| Азиатци             | 2,0%                | 2,1%                | 4,6%                |
| Черни               | 0,5%                | 0,4%                | 2,3%                |
| Християни           | 74,9%               | 75,4%               | 72%                 |
| Мюсюлмани           | 1,8%                | 1,8%                | 3,1%                |
| Без религия         | 15,3%               | 14,2%               | 15%                 |

| Промяна на населението от 1901 година                      | Промяна на населението от 1901 година | Промяна на населението от 1901 година | Промяна на населението от 1901 година | Промяна на населението от 1901 година | Промяна на населението от 1901 година | Промяна на населението от 1901 година | Промяна на населението от 1901 година | Промяна на населението от 1901 година | Промяна на населението от 1901 година | Промяна на населението от 1901 година | Промяна на населението от 1901 година |
| Година                                                     | 1901                                  | 1911                                  | 1921                                  | 1931                                  | 1939                                  | 1951                                  | 1961                                  | 1971                                  | 1981                                  | 1991                                  | 2001                                  |
| ---------------------------------------------------------- | ------------------------------------- | ------------------------------------- | ------------------------------------- | ------------------------------------- | ------------------------------------- | ------------------------------------- | ------------------------------------- | ------------------------------------- | ------------------------------------- | ------------------------------------- | ------------------------------------- |
| Население                                                  | 92 832                                | 108 682                               | 123 309                               | 125 490                               | 134 132                               | 141 650                               | 142 543                               | 139 598                               | 136 792                               | 132 813                               | 136 082                               |
| County Borough 1901 – 1971 • Urban Subdivision 1981 – 2001 |                                       |                                       |                                       |                                       |                                       |                                       |                                       |                                       |                                       |                                       |                                       |